# Thecobathra anas
Thecobathra anas is een vlinder uit de familie van de stippelmotten (Yponomeutidae). De wetenschappelijke naam van de soort werd in 1930 gepubliceerd door Stringer.